# 八王子市立長池小学校
八王子市立長池小学校（はちおうじしりつ ながいけしょうがっこう）は、東京都八王子市にある公立小学校。八王子市内で唯一、学区外からの登校を認めていない小学校である。

## 概要
当校には「障害者支援教室つばさ」を設けており、各種障がいを有する児童のほか、少人数で授業を受けたい児童の受け入れに対応している。また、校地内には働いていない親の児童でも預けられる「放課後子供教室あまなつ」を設けている。
松木小学校、松木中学校と「小中一貫教育・小小連携教育」を行っており、防災体制の連携強化や情報の共有のほか、学校運営協議会においては共通の委員を採用して3校間の連携を図っている。

### 校章
校章の中央には、校名の由来となった地区内にある池「長池」を青色で表し、周囲には記念樹「甘夏みかん」の葉を6枚配置している。6枚の葉は、6つの学年が互いに力を合わせて学校を築きあげてゆく姿を現している。

## 沿革
- 1995年（平成7年）9月8日 - 校舎を着工[3]。
- 1997年（平成9年）
  - 3月25日 - 校舎を落成[3]。
  - 4月1日 - 開校[3]。
  - 6月9日 - 開校記念日を制定[3]。
  - 10月24日 - 開校記念式典を挙行し、校歌（作曲：x岡千代子、作曲：橋本祥路[2]）と校章を発表[3]。
- 2002年-（平成14年）4月1日 - 普通教室6室分と特別教室3室分の校舎を増築[3]。
- 2023年〜2024年-東トイレ改装工事を実施。

## 教育目標
- よく考え、学ぶ子
- 思いやりをもち、助け合う子
- 明るく元気な子

出典：

## 学区
- 八王子市
  - 別所1丁目（一部）[5]

## 進学先の中学校
- 八王子市立松木中学校（八王子市別所）[6]

## 周辺
- 別所夕陽が丘緑地
- 松木公園
- 長池公園
- グリーンウォーク
- 別所小学校